# النماذج الرياضية في الفيزياء
النماذج الرياضية لها أهمية كبيرة في الفيزياء. وعادة ما يتم التعبير عن النظريات الفيزيائية باستخدام النماذج الرياضية والرياضيات المستخدمة تكون بشكل عام أكثر تعقيدًا مما هي عليه في العلوم الأخرى. والنماذج الرياضية المختلفة تستخدم علوم هندسية مختلفة التي لا تكون بالضرورة أوصافًا دقيقة لهندسة الكون. وكثيرًا ما تُستخدم الهندسة الإقليدية في الفيزياء الكلاسيكية، في حين أن النسبية الخاصة والنسبية العامة من الأمثلة على النظريات التي تستخدم علوم هندسية ليست إقليدية.
ومن الشائع استخدام النماذج المثالية في الفيزياء لتبسيط الأمور. والحبال عديمة الكتلة والجسيمات المثالية والغازات المثالية والجسيم في الصندوق من بين العديد من النماذج المبسطة المستخدمة في الفيزياء.
وعلى مر التاريخ، تم تطوير العديد من النماذج الرياضية الدقيقة. وتصف قوانين نيوتن بدقة الكثير من الظواهر اليومية، ولكن في حدود معينة يتعين استخدام نظرية النسبية وميكانيكا الكم حتى ولو لم تنطبق هذه على جميع المواقف وتحتاج إلى مزيد من التنقيح. فمن الممكن الحصول على نماذج أقل دقة في حدود مناسبة، على سبيل المثال الميكانيكا النسبية تقل إلى الميكانيكا النيوتونية عندما تكون السرعة أقل بكثير من سرعة الضوء. وتقل ميكانيكا الكم إلى الفيزياء الكلاسيكية عندما تكون أعداد الكم مرتفعة . إذا قلنا أن كرة التنس هي جسيم وقمنا بحساب طول موجة دي برولي الخاصة بهذا الجسيم فسوف يتبين لنا أنه صغير لذلك يتبين أن الفيزياء الكلاسيكية أفضل للاستخدام من ميكانيكا الكم في هذه الحالة.
ويتم تمثيل قوانين الفيزياء بمعادلات بسيطة مثل قوانين نيوتن ومعادلات ماكسويل ومعادلة شرودنجر. وهذه القوانين تكون على هذا النحو كأساس لصنع النماذج الرياضية لحالات حقيقية. وهناك مواقف حقيقية كثيرة معقدة للغاية وبالتالي تتم نمذجتها تقريبيًا على جهاز الكمبيوتر، ويتكون النموذج الذي من السهل حسابيًا إحصاؤه من القوانين الأساسية أو من نماذج تقريبية تتألف من القوانين الأساسية. على سبيل المثال، يمكن نمذجة الجزيئات على غرار نماذج المدار الجزيئي التي تُعتبر حلولاً تقريبية لمعادلة شرودينجر. وفي الهندسة، عادة ما تتكون النماذج الفيزيائية من خلال الوسائل الرياضية مثل تحليل العناصر المنتهية.